# Easley (South Carolina)
Easley is een plaats (city) in de Amerikaanse staat South Carolina, en valt bestuurlijk gezien onder Pickens County.

## Demografie
Bij de volkstelling in 2000 werd het aantal inwoners vastgesteld op 17.754.
In 2006 is het aantal inwoners door het United States Census Bureau geschat op 19.194, een stijging van 1440 (8,1%).

## Geografie
Volgens het United States Census Bureau beslaat de plaats een oppervlakte van
27,6 km², geheel bestaande uit land. Easley ligt op ongeveer 319 m boven zeeniveau.

## Plaatsen in de nabije omgeving
De onderstaande figuur toont nabijgelegen plaatsen in een straal van 16 km rond Easley.